# Chae Myung-shin
Chae Myung-shin (채명신, 蔡 命 新, 27 de noviembre de 1926 - 25 de noviembre de 2013) fue un general del Ejército de la República de Corea y comandante de las Fuerzas de la República de Corea en Vietnam (ROKFV) durante la guerra de Vietnam.

## Primeros años
Chae Myung-shin nació el 27 de noviembre de 1926 en el condado de Koksan, de padre activista antijaponés y madre cristiana devota, y creció como un creyente nativo. Su padre fue encarcelado y liberado poco después de la independencia de Corea en 1945, pero murió a principios de diciembre de 1945 debido a las secuelas de la tortura, y su madre trabajaba como miembro de la iglesia.

## Carrera
En 1944, a la edad de 19 años, Chae fue reclutado por el Ejército Imperial Japonés y participó en el entrenamiento. Después del entrenamiento, fue destinado a la provincia de Pyongan del Sur. Después de la independencia de Corea en 1945, asistió y se graduó en la Escuela Normal de Pionyang. Chae fue nombrado maestro de la escuela primaria Deokhae en Yonggang, provincia de Pyongan del Sur. Posteriormente, enseñó en la escuela primaria Jinnampo, pero luego de la ocupación soviética de la parte norte de la península de Corea, Chae conoció a Kim Il-sung, fundador de Corea del Norte, en la ceremonia de inauguración del Instituto de Pionyang, una academia militar y política. Kim propuso que él y Chae trabajaran juntos, aunque Chae logró rechazar su oferta.
Chae se mudó a la parte sur de la península de Corea en 1947 para escapar del comunismo. Después de romper con su madre y su familia que estaban en la iglesia en ese momento, Chae se mudó solo y llegó a Seúl.
En 1948, solicitó el reclutamiento de quinto cadete de la Academia de Defensa Chosun (actual Academia Militar de Corea) y aprobó. En sus nueve meses en la Academia de Defensa, fue el mejor en su clase y obtuvo el puesto 26 de los 400 estudiantes, en el momento de la graduación. Después de graduarse del 5.º término de la Academia Militar, fue nombrado segundo teniente. El mismo año, Chae y otros ocho soldados fueron enviados a la isla de Jeju para reprimir el levantamiento del Partido de los Trabajadores de Corea del Sur y el Partido Provincial de Jeju. En 1949, participó en batallas contra las fuerzas comunistas cerca de la ciudad de Kaesong. En 1949, estuvo destinado en el monte Taebaeksan, donde se le encomendó someter a las guerrillas comunistas en Corea del Sur. En ese momento, los partisanos comunistas estaban involucrados en una guerra de guerrillas en las regiones montañosas de Gangwon y Gyeongbuk. En Gangwon, Chae se reunió con su madre desde que salió de Corea del Norte en 1947. Después de reunirse con ella, se separaron tres semanas después.

### Guerra de Corea
Chae Myung-shin mandó el Cuerpo Esqueleto (백골병단). La unidad se infiltró en Corea del Norte para cumplir una misión especial y prestó distinguidos servicios militares. En 1951, Chae condujo a su unidad hacia el norte del paralelo 38. Fueron aislados dos veces debido al cerco del norcoreano Ejército Popular de Corea, pero lograron escapar.
En mayo de 1951, el Ejército Popular de Corea sitió la unidad de Chae y la rodeó. Sin embargo, lideró un avance exitoso pero sufrió muchas bajas debido al frío y al hambre. Independientemente, las experiencias de combate de la unidad durante este período no solo se convirtieron en el modelo de combate real y el tema de la investigación de la historia de la guerra en el Ejército de Corea del Sur, sino que incluso se aplicarían a las tácticas contra el Viet Cong, durante la Guerra de Vietnam. Chae también se desempeñó como comandante de batallón del 1.er Batallón del 21.er Regimiento de la 8.a División de Infantería en la guerra de Corea y dirigió las tropas en la expedición en el Norte. En 1951, se formó el 11. ° Regimiento y él se desempeñó como jefe. Se convirtió en la autoridad en tácticas de guerrilla del Ejército de Corea del Sur.

### Posguerra
En 1953, tras la firma del Acuerdo de Armisticio de Corea, Chae fue ascendido a coronel. Se desempeñó como jefe del 5.° Regimiento de la 7.° División de Infantería, Jefe de Estado Mayor de la 3.° División de Infantería y líder del 60.° Regimiento de la 20.° División de Infantería. Cuando era oficial de estado mayor de la 3.ª División de Infantería, estaba bajo el mando de la misma división del futuro presidente de Corea del Sur, Park Chung-hee. En 1954, se desempeñó como Estado Mayor de Combate del 3.er Ejército y Jefe de la División de Planificación de Combate del Cuartel General del Ejército. Desde octubre de 1955, sirvió en el Centro de Capacitación No.2 en Nonsan, donde trabajó como director para mejorar los hábitos y eliminar irregularidades dentro del Centro de Entrenamiento de Reclutas de Nonsan. Durante este tiempo, sirvió en la 9.ª División de Infantería.
Después de que fue ascendido a general de brigada en agosto de 1958, se desempeñó como estado mayor de combate del Primer Ejército de Campaña, comandante de la 38.ª División de Infantería y comandante de la 5.ª División de Infantería. Dirigió la 5.ª División de Infantería y participó en el Golpe de Estado del 16 de mayo de 1961, que condujo a la instalación de un Consejo Supremo para la Reconstrucción Nacional dirigido efectivamente por Park Chung-hee y condujo al fin de la Segunda República de Corea del Sur.
En 1962, cofundó la Asociación Coreana de Taekwondo y se desempeñó como presidente fundador hasta 1964. Durante su mandato, promovió la conexión entre el taekwondo y el ejército, unificó las diversas escuelas, formuló reglamentos comunes y organizó la primera promoción y revisión del taekwondo. dentro de Corea del Sur. Pero debido a que al mismo tiempo se desempeñaba como presidente y ocupa importantes cargos en el gobierno militar, muchos asuntos de la conferencia de la asociación se confíaron al vicepresidente.
Después de ser ascendido a mayor general en 1963, se desempeñó como subjefe del estado mayor de combate en el cuartel general del ejército. En 1964, asistió a la Escuela de Comando y Estado Mayor del Ejército de los EE. UU. en Fort Leavenworth, Kansas. Después de regresar a Corea del Sur, se desempeñó como comandante del 3.er distrito.

### Guerra de Vietnam
En abril de 1965, Chae fue convocado a la Casa Azul para reunirse con Park Chung-hee, con el fin de discutir opiniones sobre el envío de tropas de combate a Vietnam. Chae inicialmente expresó su oposición al envío de tropas surcoreanas a Vietnam debido a su creencia de que el ejército de Corea del Sur no estaba adaptado a las condiciones ambientales del Viet Cong y las selvas de Vietnam, pero también podría afectar la defensa y la economía de Corea del Sur. Además, Chae predijo que la guerra de guerrillas sería difícil y que si las fuerzas de la República de Corea participaban en la Guerra de Vietnam, enfrentarían una dura lucha contra el Viet Cong adaptado a la guerra en la selva.
El presidente Park Chung-hee estaba bajo presión de los Estados Unidos para enviar tropas a Vietnam. Estados Unidos amenazó con retirar la 2.ª División de Infantería y la 7.ª División de Infantería de las Fuerzas de los Estados Unidos en Corea, si Corea del Sur se negaba a enviar tropas. La partida de las dos divisiones estadounidenses habría lastrado el poder defensivo de Corea del Sur, que todavía era inferior a Corea del Norte en ese momento.
Con la necesidad de la diplomacia, Park Chung-hee decidió utilizar las fuerzas militares de Corea del Sur para ingresar a Vietnam y participar en la guerra. Chae finalmente estuvo de acuerdo y fue a Saigón, Vietnam del Sur, para comandar las tropas de Corea del Sur en Vietnam. En ese momento en Vietnam, el general William Westmoreland, el comandante del Comando de Asistencia Militar en Vietnam, quería crear un sistema de comando encabezado por el Ejército de los Estados Unidos e incorporar al ejército australiano y al ejército de Corea del Sur dentro de él. Sin embargo, las tropas surcoreanas bajo el mando coreano en Vietnam no querían ni siquiera parecer mercenarios bajo el mando del ejército estadounidense en el sistema. Al final, Chae y Westmoreland llegaron a un 'pacto de caballeros', que condujo a la creación de un comité de tres naciones, para que Chae y el oficial del estado mayor militar de los EE. UU. en Vietnam tuvieran posiciones dentro de él. El general de división del Ejército de Estados Unidos Stanley R. Larsen dominó esencialmente el mando de las fuerzas de Corea del Sur para desarrollar las misiones, funciones operativas y regionales del Ejército de Corea del Sur. Chae usó su experiencia en la guerra de guerrillas durante la guerra de Corea para implementar tácticas duras dentro del Ejército de Corea del Sur para lidiar con el Viet Cong.
Chae adoptó tácticas fuertes para los vietnamitas como autoridad en tácticas de guerrilla, lo que implicaba la práctica rutinaria de toma de rehenes y represalias, mientras culpaba al Viet Cong por supuestas atrocidades. La dura política de Chae provocó un serio desacuerdo con William Westmoreland, el jefe de personal de las Fuerzas Armadas de los Estados Unidos. En 1968, ocurrió la masacre de Phong Nhị y Phong Nhất. Westmoreland exigió varias veces a Chae que investigara. Pero Chae respondió que los criminales eran del Viet Cong. Sin embargo, una investigación realizada por el coronel Robert Morehead Cook de la Oficina del Inspector General del Ejército de Estados Unidos, publicó un informe que señalaba que los culpables eran de la División Dragón Azul de la Infantería de Marina de la República de Corea.
Durante su estadía en Vietnam, Chae también participó en la popularización del taekwondo durante la guerra. En 1965, fundó la Asociación de Taekwondo de Vietnam (월남태권도협회). Al mismo tiempo, Chae se desempeñó simultáneamente como jefe de personal del ejército de Corea del Sur y, posteriormente, escribió una memoria sobre la guerra de Vietnam titulada La guerra de Vietnam y yo. Por sus servicios militares en Vietnam, fue condecorado por el presidente estadounidense Richard Nixon y el presidente de survietnamita Nguyễn Văn Thiệu.

### Retiro
El 3 de mayo de 1969, Chae fue relevado del cargo de comandante de las fuerzas militares de Corea del Sur en Vietnam. Voló de regreso a Seúl en un avión militar desde Vietnam del Sur, para servir como comandante del 2.º Comando del Ejército de Campaña en Corea del Sur. Park Chung-hee también reconoció y apreció los servicios militares de Chae en Vietnam en 1972.
Pero en ese momento, Park Chung-hee estaba ocupado consolidando el poder por tercera vez y se preparaba para establecer una Cuarta República de Corea del Sur. Después de eso, Chae no estuvo de acuerdo con Park con respecto a sus intentos de consolidar aún más su poder y expresó su oposición varias veces, especialmente después de la aprobación de la Constitución  Yushin, para ampliar el mandato y el control del presidente. Al final, Chae fue eliminado de la lista de generales ascendidos cuando cambió el personal militar. El 1 de junio de 1972, dejó su puesto final como comandante del 2.º Ejército de Campaña y se retiró del servicio militar con el rango de teniente general.

## Vida posterior
Después de su retiro del ejército el mismo año, Chae fue enviado a Estocolmo para servir como embajador de Corea del Sur en Suecia. En 1973, fue nombrado embajador de Corea del Sur en Grecia y enviado a Atenas. Su último puesto diplomático fue como embajador de Corea del Sur en Brasil en 1977, antes de retirarse por completo en 1980
En 2000, Chae fue nombrado presidente de la Asociación del Compañerismo de la Guerra de Vietnam (베트남참전전우회). En 2004, fue nombrado presidente de la Asociación de Compatriotas de la guerra de Corea (6.25참전유공자회) y presidente de la Asociación de Compañerismo de Guerra de Vietnam (유트남참전전우회).
El 25 de noviembre de 2013 murió a la edad de 88 años a causa de un cáncer de vesícula biliar, mientras estaba ingresado en el Hospital Severance de Seúl. De acuerdo con sus deseos, fue enterrado junto a los soldados que murieron durante la Guerra de Vietnam en el Cementerio Nacional de Seúl.

## Vida personal
Chae estaba casado con Moon Jeong-in, quien nació en una familia rica en la provincia de Gyeongsang del Norte y se graduó de la Universidad de Mujeres Ewha. Tuvieron dos hijas y un hijo.